# Emanuel Barbara
Emanuel Barbara OFMCap (* 27. Oktober 1949 in Gżira; † 5. Januar 2018 in Malindi) war ein maltesischer Ordensgeistlicher und römisch-katholischer Bischof von Malindi.

## Leben
Emanuel Barbara trat der Ordensgemeinschaft der Kapuziner bei, legte am 26. September 1966 die Profess ab, empfing am 5. August 1973 die Diakonenweihe und empfing am 20. Juli 1974 die Priesterweihe. Er war als Seelsorger in San Ġwann auf Malta tätig und lehrte am Seminar in Gozo. Er war Kaplan im St. Luke's Hospital und Regens eines der Institute des geweihten Lebens auf Malta sowie Präsident der European Capuchin Conference.
Papst Benedikt XVI. ernannte ihn am 9. Juli 2011 zum Bischof von Malindi in Kenia. Die Bischofsweihe spendete ihm der Erzbischof von Nairobi, John Kardinal Njue, am 1. Oktober desselben Jahres; Mitkonsekratoren waren Boniface Lele, Erzbischof von Mombasa, und Martin Kivuva Musonde, Bischof von Machakos.
Am 1. November 2013 wurde er von Papst Franziskus nach dem Rücktritt von Boniface Lele zum Apostolischen Administrator des Erzbistums Mombasa ernannt und blieb bis zur Ernennung von Martin Kivuva Musonde im Amt.